# Nomada atroscutellaris
Nomada atroscutellaris là một loài Hymenoptera trong họ Apidae. Loài này được Strand mô tả khoa học năm 1921.